# Boričevci
Boričevci su naselje u Republici Hrvatskoj u Požeško-slavonskoj županiji, u sastavu općine Brestovac.

## Zemljopis
Boričevci su smješteni oko 5 km zapadno od Brestovca, na cesti Požega - Pakrac, susjedna sela su Pavlovci na zapadu, Žigerovci na sjeveru i Vilić Selo na istoku.

## Stanovništvo
Prema popisa stanovništva iz 2011. godine Boričevci su imali 121 stanovnika.
| broj stanovnika | 75    | 94    | 75    | 74    | 92    | 120   | 143   | 149   | 147   | 161   | 152   | 140   | 144   | 113   | 137   | 121   | 91    |
|                 | 1857. | 1869. | 1880. | 1890. | 1900. | 1910. | 1921. | 1931. | 1948. | 1953. | 1961. | 1971. | 1981. | 1991. | 2001. | 2011. | 2021. |